# Hein Schreur
Hein Schreur (Winterswijk, 3 januari 1955) is een Nederlands voormalig voetballer. Hij speelde in het Nederlandse betaalde voetbal bij De Graafschap en bij de amateurs van MvR uit 's-Heerenberg.

## Wedstrijdstatistieken
| Seizoen | Club          | Competitie     | wed. | goals |
| ------- | ------------- | -------------- | ---- | ----- |
| 1976/77 | De Graafschap | Eerste divisie |      |       |
| 1977/78 | De Graafschap | Eerste divisie | 26   | 1     |
| 1978/79 | De Graafschap | Eerste divisie | 29   | 1     |
| 1979/80 | De Graafschap | Eerste divisie | 31   | 1     |
| 1980/81 | De Graafschap | Eerste divisie | 38   | 4     |
| 1981/82 | De Graafschap | Eredivisie     | 24   | 4     |
| 1982/83 | De Graafschap | Eerste divisie | 31   | 4     |
| 1983/84 | De Graafschap | Eerste divisie |      |       |